# Aeolosaurus
Aeolosaurus ist eine Gattung sauropoder Dinosaurier aus der Gruppe der Titanosauria, die in der Oberkreide Südamerikas lebte.
Die Fossilien stammen aus verschiedenen Fundorten in Argentinien und Brasilien und können auf das späte Campanium sowie frühe Maastrichtium datiert werden.
Bisher sind drei Arten beschrieben worden: Die Typusart Aeolosaurus rionegrinus, die 2007 beschriebene Art Aeolosaurus colhuehuapensis sowie die erst 2011 beschriebene Art Aeolosaurus maximus. Manchmal wird Aeolosaurus zusammen mit Gondwanatitan in der Gruppe Aeolosaurini zusammengefasst.

## Merkmale
Aeolosaurus war wie alle Sauropoden ein Pflanzenfresser mit langem Hals und Schwanz und erreichte eine geschätzte Länge von etwa 15 Metern. Wie einige andere Titanosaurier wies Aeolosaurus Osteoderme (Hautknochenplatten) auf. Zwei Osteoderme wurden in Verbindung mit Aeolosaurus-Überresten in der Allen-Formation entdeckt – der besser erhaltene dieser beiden Fundstücke ist oval und misst 15 Zentimeter im Durchmesser. Zwei weitere Osteoderme stammen aus einem Steinbruch der Marília-Formation, welcher auch die Knochen von Aeolosaurus barg, und können daher eventuell ebenfalls dieser Gattung zugeordnet werden. Während einer dieser Osteoderme oval ist, zeigt der andere eine D-Form und läuft nach oben hin spitz zu. Osteoderme von Titanosauriern werden immer lediglich in wenigen Exemplaren aufgefunden. Dies könnte darauf hindeuten, dass Titanosaurier nur wenige Osteoderme trugen und dass letztere somit – anders als früher angenommen – nicht der Verteidigung gegenüber Prädatoren dienten.
Diese Gattung lässt sich laut Upchurch und Kollegen (2004) durch folgende Merkmale von anderen Gattungen abgrenzen (Autapomorphien): So ist die obere (dorsale) Vorderkante der Dornfortsätze der mittleren Schwanzwirbel nach vorne hin erweitert und bildet somit einen Überhang über den vorderen Bereich der Wirbelkörper. Des Weiteren zeigt der Oberarmknochen (Humerus) eine deutliche knaufartige Erhebung am Deltopectoralkamm. Die vorderen Gelenkfortsätze (Präzygapophysen) der Schwanzwirbel waren lang und zeigten sehr breite Verbindungsflächen.

## Systematik
Die systematische Stellung innerhalb der Titanosauria ist umstritten. Anfangs wurde die Gattung als Verwandter von Titanosaurus innerhalb der Titanosaurinae eingeordnet – dieser Name wird von vielen Forschern derzeit jedoch als ungültig betrachtet. Upchurch und Kollegen (2004) klassifizieren Aeolosaurus innerhalb der Lithostrotia, die alle fortschrittlicheren Titanosaurier bis auf einige ursprüngliche Arten umfasst.
Von einigen Forschern werden Aeolosaurus und der nahe verwandte Gondwanatitan in einer eigenen Gruppe zusammengefasst – den Aeolosaurini. Die Gattungen Rinconsaurus, Panamericansaurus und Maxakalisaurus werden gelegentlich ebenfalls innerhalb der Aeolosaurini eingeordnet. Santucci und Kollegen (2011) kommen zu dem Ergebnis, dass Panamericansaurus, Maxakalisaurus und Rinconsaurus ursprünglichere Vertreter der Aeolosaurini waren als Aeolosaurus und Gondwanatitan. Die Aeolosaurini lassen sich von anderen Titanosauriern unter anderem durch Wirbelbögen der mittleren Schwanzwirbel abgrenzen, die sich über die Vorderkante der Wirbelkörper hinaus nach vorne erstrecken.

## Entdeckungsgeschichte, Arten und Namensgebung

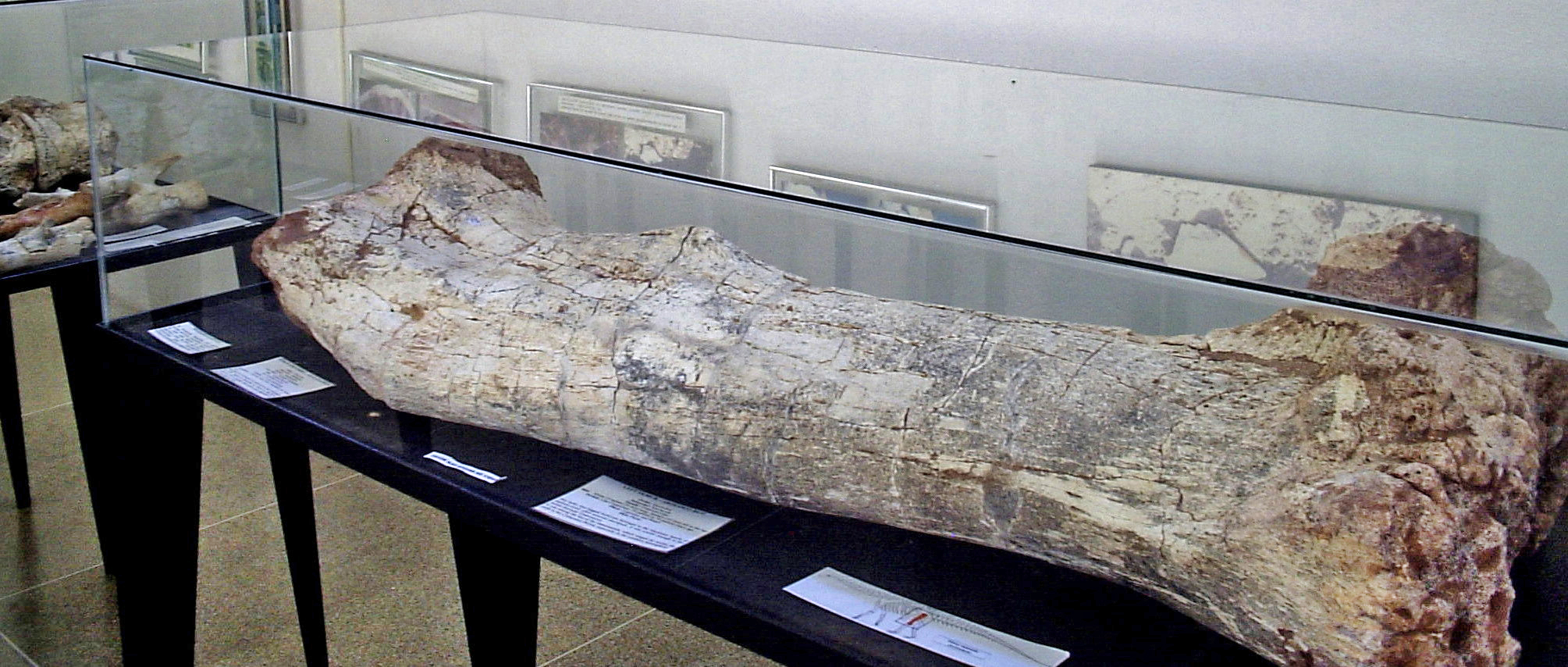
Oberschenkelknochen (Femur) von Aeolosaurus aus Brasilien

Diese Gattung wurde 1987 von Jaime Powell erstmals wissenschaftlich beschrieben. Powells Beschreibung basiert auf fragmentarischen Überresten aus der Angostura-Colorada-Formation der argentinischen Provinz Río Negro – sieben Halswirbeln, beiden teilweise erhaltenen Schulterblättern, beiden Oberarmknochen, fünf Mittelhandknochen, dem rechten Schienbein (Tibia) und Wadenbein (Fibula) sowie einem Sprungbein (Astragalus). Der Gattungsname Aeolosaurus („Aiolos’ Echse“) weist auf den Gott der Winde der römischen und griechischen Mythologie, Aiolos (latinisiert Aeolus), was eine Anspielung auf die starken Winde in der Region Patagonien darstellt. Der Artname rionegrinus weist auf den Fundort hin.
In der Folgezeit wurden Aeolosaurus weitere Funde zugeschrieben. So ordneten Salgado und Coria (1993) dieser Gattung Fossilien aus dem unteren Schichtglied der Allen-Formation zu, die argentinische Paläontologen im Juni 1989 in der Salitral-Moreno-Fundstelle nahe bei General Roca in Río Negro entdeckten. Die Fossilien stammen aus mehreren Einzelfunden und schließen fünf Schwanzwirbel, Elle, Speiche (Radius), einen Mittelhandknochen, Schambein (Pubis), Sitzbein (Ischium) sowie zwei Osteoderme (Hautknochenplatten) mit ein. Salgado und Coria vermuten, dass diese Funde zu einer weiteren Art von Aeolosaurus gehören könnten, da sich die Schwanzwirbel durch kürzere und robustere Präzygapophysen sowie durch anders positionierte Postzygapophysen von der Typusart Aeolosaurus rionegrinus unterscheiden. Sie verzichteten aufgrund des lückenhaften Fossilberichts jedoch auf die Benennung einer neuen Art und bezeichneten die Funde als Aeolosaurus sp.
Ein teilweises Skelett aus der Los-Alamitos-Formation, ebenfalls aus Río Negro, wurde von Salgado und Kollegen (1997) beschrieben und besteht aus vier Schwanzwirbeln, zwei Brustbeinen (Sternum), einem linken Oberarmknochen, zwei Mittelhandknochen, einem teilweisen linken Oberschenkelknochen, einem linken Schienbein, einem Wadenbein, einem Sprungbein sowie vier Mittelfußknochen; des Weiteren wurde eine Serie aus 15 Schwanzwirbeln entdeckt.
In den Jahren 2000, 2001 und 2002 wurden Fossilien aus der Marília-Formation aus der Nähe von Uberaba in Brasilien der Gattung Aeolosaurus zugeschrieben. Im selben Steinbruch, der auch die Knochen barg, wurden Osteoderme gefunden, welche die zwei bereits bekannten Aeolosaurus-Osteoderme gleichen und somit ebenfalls Aeolosaurus gehören könnten. Weitere Aeolosaurus-Fossilien aus der Marília-Formation wurden 2008 beschrieben. Diese Funde schließen ein rechtes Rabenbein (Coracoid), zwei Wirbelkörper, einen möglichen Zehenknochen sowie ein linkes Schienbein und weitere, nicht identifizierbare Fragmente mit ein. Da diese Knochen auf einer Fläche von nur zehn Quadratmetern gefunden wurden, könnten sie zu ein und demselben Individuum gehört haben.
2007 wurde eine Serie von 21 Schwanzwirbeln, die sich noch im anatomischen Verbund befindet, als neue Aeolosaurus-Art beschrieben – Aeolosaurus colhuehuapensis. Diese Wirbelserie stammt aus einer zur Zeit aus dem Wasser aufsteigenden Insel im Colhué Huapi, einem der größten Seen Argentiniens, in der Provinz Chubut. Der Fundort gehört zur Bajo-Barreal-Formation. Von der Typusart Aeolosaurus rionegrinus unterscheiden sich diese Wirbel unter anderem durch tiefe Gruben (Fossa) zwischen den Transversprozessen und an der Basis der Dornfortsätze. Der Artname colhuehuapensis weist auf den See Colhué Huapi in Chubut, wo die Fossilien gefunden wurden.
2011 beschrieben Rodrigo M. Santucci und Kollegen eine dritte Art, Aeolosaurus maximus. Diese Art basiert auf einem fragmentarischen Skelett, das in den Jahren 1997 und 1998 von Paläontologen des Museu de Paleontologia de Monte Alto aus den Schichten der Adamantina-Formation im Brasilianischen Bundesstaat São Paulo geborgen wurde. Dieses Skelett besteht aus Halswirbeln, Schwanzwirbeln, Rippen und Beinknochen, wobei die Oberarmknochen, Oberschenkelknochen, Halswirbel und vorderen Schwanzwirbel in ihrer ursprünglichen anatomischen Position vorgefunden wurden.